# Irlandia na Letnich Igrzyskach Paraolimpijskich 1996
Irlandia na Letnich Igrzyskach Paraolimpijskich 1996 w Atlancie reprezentowało 63 zawodników, 46 mężczyzn i 17 kobiet. Reprezentacja Irlandii zdobyła 10 medali: 1 złoty, 3 srebrne i 6 brązowych. Zajęli 45. miejsce w klasyfikacji medalowej.